# Hils
Der Hils ist ein bis 480,4 m ü. NHN hoher, waldreicher Mittelgebirgszug des Niedersächsischen Berglands in den niedersächsischen Landkreisen Holzminden, Hildesheim und Northeim in (Deutschland).

## Geographie

### Lage
Der Hils, der innerhalb des Niedersächsischen Berglands zum Leinebergland bzw. Weser-Leine-Bergland gehört, liegt etwa im Viereck der Ortschaften Duingen, Delligsen, Einbeck und Eschershausen. Er befindet sich zwischen Duingen und Coppengrave im Norden, Hohe Warte, Hohenbüchen, Delligsen und Varrigsen im Osten, Ammensen und Stroit im Südosten, Wenzen, Eimen, Mainzholzen, Vorwohle und Lenne im Süden bis Südwesten, Wickensen, Holzen, Holzen-Ith und Capellenhagen im Westen sowie Fölziehausen, Wallensen und Thüste im Nordwesten. Zentrale Orte sind Grünenplan und Kaierde. Die unbewohnten Waldflächen des Hils liegen teilweise in den insgesamt vier gemeindefreien Gebieten Eimen, Eschershausen, Grünenplan und Wenzen.
Der Hils liegt zwischen den Mittelgebirgs- bzw. Höhenzügen Ith im Nordwesten, Duinger Berg im Norden, Reuberg, Steinberg und Selter im Osten, Hube im Südosten, Elfas im Süden, Homburgwald im Südwesten und Vogler im Westen.
Im Nordwestausläufer des Hils befindet sich am Haidkopf die Duinger Seenplatte, die von der letztlich nordostwärts in die Leine fließenden Saale entwässert wird. Im Osten fällt die Landschaft des Hils im Rahmen von Hille und Rote, beides Quellbäche der Glene, in Richtung des zwischen Duinger Berg und Reuberg gelegenen Abflusses dieses Leine-Zuflusses ab. In seinem Mittelteil fließt in Richtung Osten der Glasebach zur in seinem Südteil entspringenden Wispe, welche die Landschaft durch ein Durchbruchstal zwischen Steinberg und Selter auch in die Leine entwässert. Den Südteil des Hils entwässern der Stroiter Bach und der Hillebach zu ihrem Zusammenfluss Krummen Wasser, das südwärts in die Ilme verläuft, die wiederum ostwärts der Leine zustrebt. Die kurzen Bäche im Westen vom Hils entwässern über die Lenne nordwestwärts zur Weser.
Im Nordteil des Hils befindet sich der Duinger Wald, im Mittelteil der Staatsforst Grünenplan und im Süden der Staatsforst Einbeck.

### Geologie
Der Hils besteht überwiegend aus dem glaukonitischen Hils-Sandstein der Unterkreide. Die aus diesem Material bestehenden, im Tertiär schräggestellten Schichtpakete haben als morphologische Härtlinge der Abtragung widerstanden.

### Berge
Der höchste Teilkamm des Hils verläuft in Form eines nach Südosten offenen Hufeisens und hat seine Basis im gratartigen Bocksberg (288 m) nordwestlich von Delligsen. Jenseits einer Scharte von unter 255 m an der Landesstraße Grünenplan–Gerzen steigt dieser Kamm fast beständig an und erreicht die höchste Erhebung des Hils, die 480,4 m ü. NHN hohe Bloße Zelle. Die zweithöchste Erhebung, der Große Sohl (472 m), auf dem der Wilhelm-Raabe-Turm, ein 15 m hoher Aussichtsturm steht, schließt sich nach Süden ohne nennenswerte Scharte an. Gegenüber davon befindet sich, ebenfalls in Erinnerung an den Schriftsteller Wilhelm Raabe, das Wilhelm-Raabe-Denkmal.
An diesen Nordwestkamm schließt sich nach Süden eine Scharte unterhalb von 360 m am Gasthaus „Roter Fuchs“ an der Landesstraße Holzen–Grünenplan an, die zu den bis gut 410 m erreichenden Gipfeln des Spechtsbornskopfes überleiten, nach einer Scharte von knapp 400 m erreicht der Südostkamm dann bald seine maximale Höhe von 433,6 m. Er beendet, jenseits einer Scharte von kaum über 370 m, seinen Südostverlauf am noch einmal 430 m erreichenden Südostgipfel Burgberg, wo sich der Kamm nach Norden wendet und in weiterer Folge nach Nordwesten richtet.
An der Hünenburg werden, jenseits einer Scharte auf etwa 360 m, noch einmal 400 m erreicht, von hier aus ändert der Kamm seine Richtung in Westen, um deutlich abzuflachen. Nach einer Scharte unter 330 m werden am Fahrenberg noch einmal 367 m erreicht, um zum Tal der Wispe nach Süden bis Westen schroff abzufallen.
Die nach Nordosten weisende Kammlinie des Fahrenbergs wird, jenseits des Tals der Wispe, im Idtberg (363,9 m) verlängert, von wo aus sie sich allmählich nach Westen neigt, um sich zum Spechtsbornskopf zu schließen. Demgegenüber schaffen nordwestlich der Hünenburg der Schweinsberg (291,7 m) und der Röhnberg (251,2 m) eine lockere Verbindung zur Hauptkammbasis am Bocksberg, die durch den Westen Delligsens abgetrennt ist. Alles in allem verfügt der Hils also um einen im Norden mehrfach unterbrochenen äußeren Kamm vom Bocksberg über Bloße Zelle, Spechtbornskopf und Burgberg bis zum Röhnberg sowie um einen nur durch die Wispe unterbrochenen, ebenfalls ringförmigen, kürzeren Südkamm mit dem Spechtsbornskopf im Nordwesten. Diese Kammverläufe sind auch im Reliefbild (siehe Infobox) gut zu erkennen.

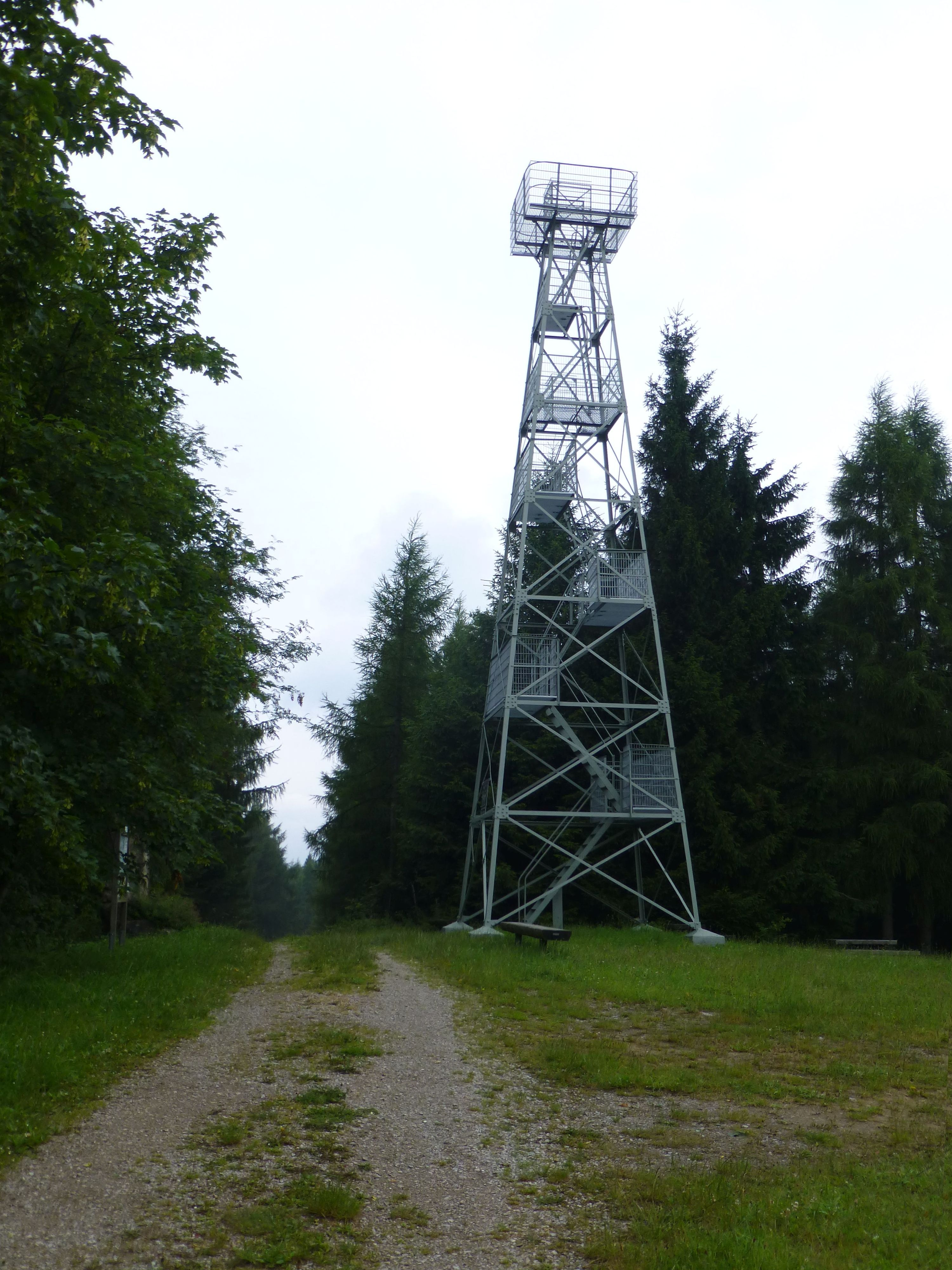
Der Wilhelm-Raabe-Turm auf dem Großen Sohl

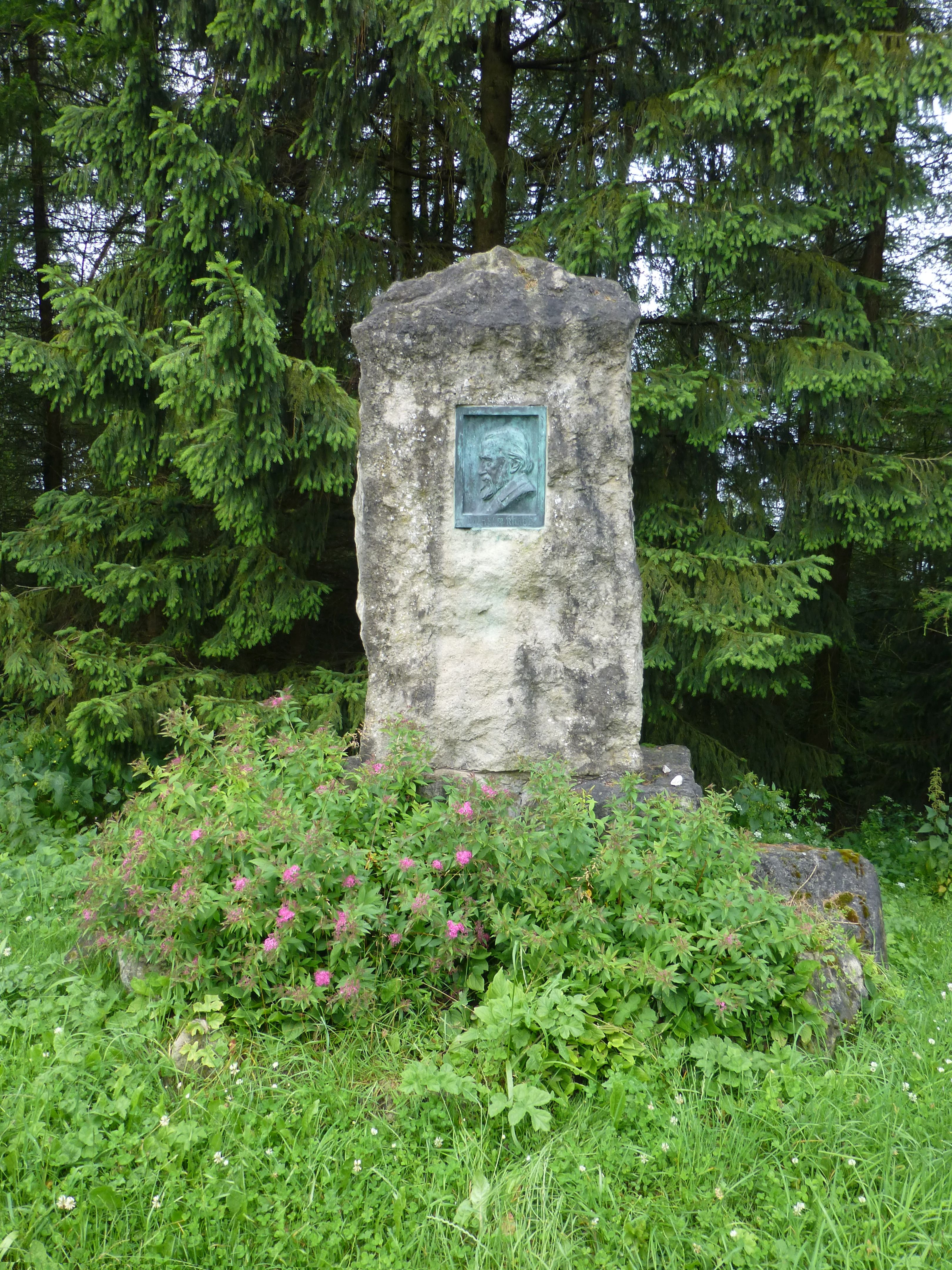
Wilhelm-Raabe-Denkmal auf dem Großen Sohl

Zu den wichtigen Erhebungen des Hils gehören – sortiert nach Höhe in Meter (m) über Normalnull (NHN):
- Bloße Zelle (480,4 m), östlich von Holzen-Ith
- Großer Sohl (472 m), mit Wilhelm-Raabe-Turm und nahem Wilhelm-Raabe-Denkmal; südlich von Bloßer Zelle
- südlicher, langgestreckter Kamm des Hils (433,6 m), östlich von Eschershausen
- Burgberg bei Stroit (430 m), westlich von Stroit
- Spechtsbornskopf (407,3 m, Südostgipfel gut 410 m), zwischen Holzen und Grünenplan
- Hohesteinskopf (403,8 m), südwestlich von Kaierde
- Hünenburg (400,3 m), mit Eringaburg und nahem Wispenborn; südwestlich von Varrigsen
- Fahrenberg (367 m), südöstlich von Kaierde
- Idtberg (363,9 m), westlich von Delligsen
- Ehrekenberg (358,2 m), südöstlich von Holzen
- Martinskopf (ca. 350 m), westlich von Grünenplan
- Großer Heimberg (345 m), südlich von Grünenplan
- Greitberg (328 m), östlich von Holzen
- Höltgekopf (327,6 m), südsüdwestlich von Grünenplan
- Borberg (321 m), östlich von Holzen-Ith
- Teufelsberg (ca. 310 m), westsüdwestlich von Ammensen
- Schweinsberg (291,7 m), zwischen Kaierde und Varrigsen
- Bocksberg (etwa 288 m), östlich von Grünenplan
- Holzberg (285,2 m), westnordwestlich von Grünenplan
- Alte Köte (261 m), bei einer Waldwegkreuzung zwischen Bloßer Zelle und Coppengrave
- Nollen (257,3 m), nordnordwestlich von Stroit
- Kohlig (251,3 m), nordnordöstlich von Stroit
- Röhnberg (251,2 m), südwestlich von Delligsen
- Haidkopf (228 m), mit Duinger Seenplatte; westlich von Duingen
- Kleiner Heimberg (220,3 m), südöstlich von Grünenplan
- Doberg (216 m), südlich von Duingen
- Kuhstallbrink (214,4 m), westsüdwestlich von Coppengrave

## Verkehr und Wandern
Östlich führt die B 3 am Hils vorbei, im Süden die B 64 und im Westen und Nordwesten die B 240. Durch seinen Mittelteil verläuft etwa in Südwest-Nordost-Richtung die Landesstraße 484, die Eschershausen an der B 64 im Westen durch Holzen und Grünenplan mit dem jenseits der Höhenzüge Reuberg und Steinberg gelegenen Alfelder Ortsteil Gerzen an der B 3 im Osten verbindet.
Südlich vorbei am Hils verläuft in ihrem Abschnitt Lenne−Stroit insbesondere im Hillebachtal in West-Ost-Richtung die Bahnstrecke Altenbeken–Kreiensen. Von dieser zweigt die größtenteils stillgelegte Bahnstrecke der Vorwohle-Emmerthaler Eisenbahn-Gesellschaft ab, die den Hils im Lennetal westlich zwischen Lenne und Eschershausen passiert.
Zahlreiche Wanderwege führen durch den Hils, darunter im Abschnitt zwischen Holzen, Holzen-Ith, Wilhelm-Raabe-Turm, Bloßer Zelle, Grünenplan und Gerzen der Europäische Fernwanderweg E11.